# Heile, heile Gänsje

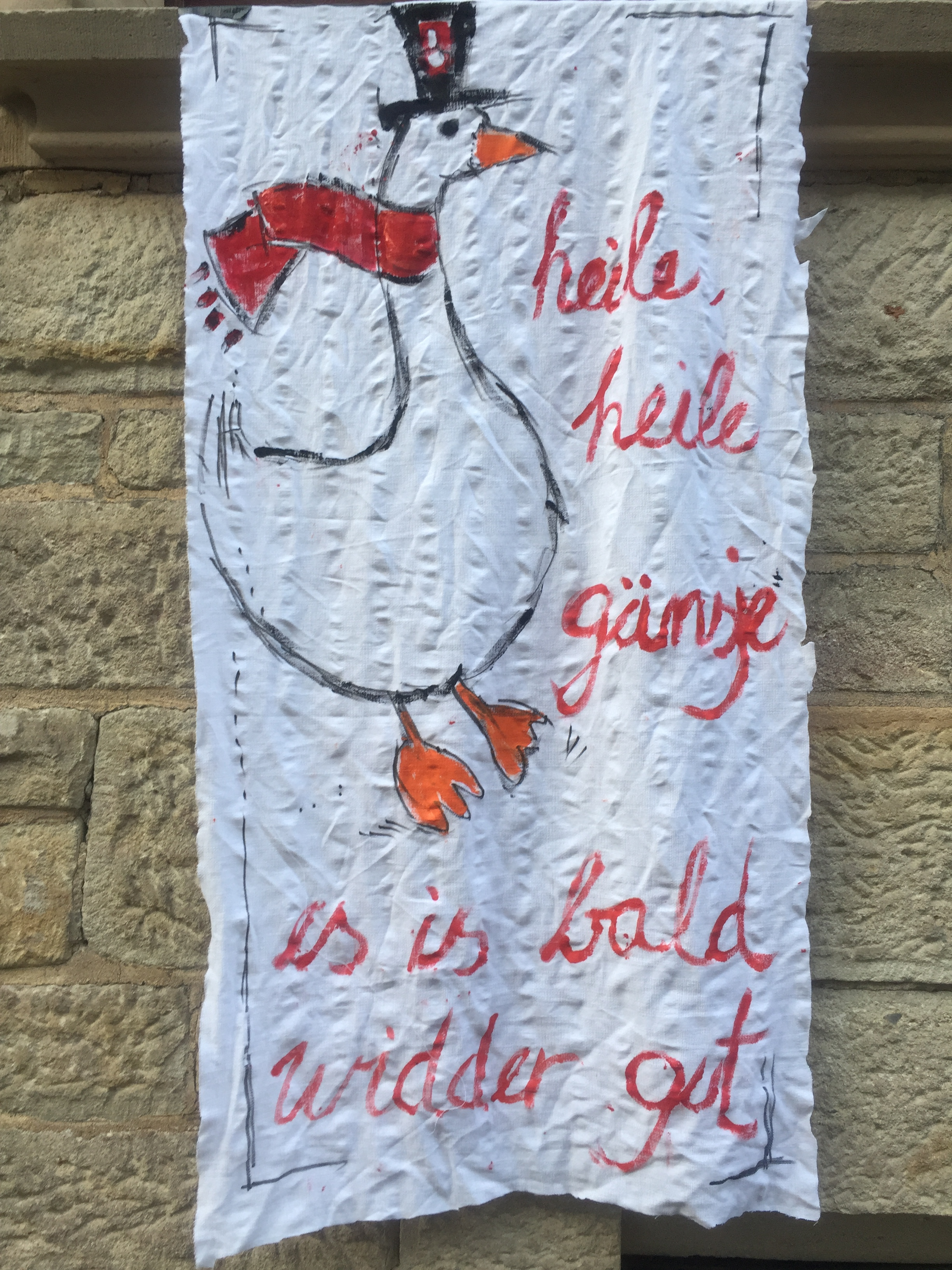
DIY-Beflaggung in der Stadt Mainz, COVID-19

 Heile, heile Gänsje ist ein populäres Karnevalslied der Mainzer Fastnacht in rheinhessischem Dialekt. Melodie und Strophen wurden von Martin Mundo (1882–1941) und Robert Wasserburg (1877–1953) verfasst und von Mundo im Jahr 1929 erstmals vorgetragen. Nach dem Zweiten Weltkrieg wurde das Lied von Ernst Neger (1909–1989) neu interpretiert, zeitweise mit zusätzlichen Strophen über die Kriegszerstörungen von Mainz und die Teilung Berlins. In der Folgezeit, bis in die 1970er Jahre hinein, musste Neger das Lied nicht nur immer vortragen, es wurde auch bundesweit zu einem geflügelten Wort. Unter den „111 größten Fastnachtshits“, die das SWR Fernsehen zusammen mit SWR4 in der Fastnachtssaison 2009 zur Auswahl stellte, belegte das Lied den ersten Platz.

## Geschichte
Grundlage bzw. Refrain des Liedes ist eine Variante eines alten Kinderreims, der von Müttern nach einer schmerzhaften Verletzung kleiner Kinder in tröstender Art und Weise aufgesagt wurde. Er ist seit der ersten Hälfte des 19. Jahrhunderts in verschiedenen regionalen Varianten überliefert. Varianten mit dem Textanfang „Heile heile Gänschen“ sind aus dem Raum Aschaffenburg sowie aus Steinmark in Mainfranken überliefert. Der Refrain des Liedes, der mit dem nicht mehr zu datierenden, aber seit wenigstens 1894 nachgewiesenen Kindervers weitgehend übereinstimmt, lautet:
Heile, heile Gänsje

Es is bald widder gut,

Es Kätzje hat e Schwänzje

Es is bald widder gut,

Heile heile Mausespeck

In hunnerd Jahr is alles weg.
Der für die Mainzer Fastnacht hoch bedeutende Martin Mundo gilt als Urheber des Liedes, das Bestandteil der Fastnachtsposse „Hurra mir erwe“ ist, die 1929 Premiere hatte. Mundo trug das Lied 1929 während einer Festveranstaltung zum Gutenberg-Jubiläum vor und stellte dem Lied zwei politische Verse voran, die sich mit Kritik an die Vertreter der damaligen französischen Besatzungsmacht richteten.
Nach dem Zweiten Weltkrieg wurde eine Neuinterpretation auch einem größeren Publikum bekannt, als Ernst Neger es während einer Fastnachtsveranstaltung im Jahre 1952, mit einer von Georg Zimmer-Emden (1890–1963) hinzu gedichteten Strophe über das im Krieg durch Luftangriffe zerstörte Mainz, unter dem Beifall und den Tränen des Publikums vortrug. Zimmer-Emden hatte diese 4. Strophe schon nach Ende des Zweiten Weltkriegs, angeblich für die 1947 aufgeführte Lokalposse „Das Heiratsfieber“, verfasst.
Eine weitere 5. Strophe schrieb Toni Hämmerle (1914–1968) aus Anlass eines Besuchs des Mainzer Prinzenpaares in Berlin nach dem Bau der Berliner Mauer, bezugnehmend auf die Abtrennung der rechtsrheinischen Stadtteile von Mainz 1945.

## Adaptationen

### 1973
Roy Black sang „Heile, heile Gänsje“ im Film Alter Kahn und junge Liebe von 1973.

### 2008
Am 15. Dezember 2007 wurde im etwa 12 km südlich von Mainz gelegenen Bodenheim der historische Molsberger Hof durch einen Brand fast völlig zerstört. Am aufgestellten Baugerüst wurde eine riesige Plane mit dem Liedtext von 1952 abgedruckt. Des Weiteren befand sich vor dem Bauzaun eine Klingel, nach deren Betätigung das Lied in der von Ernst Neger gesungenen Version erklang.

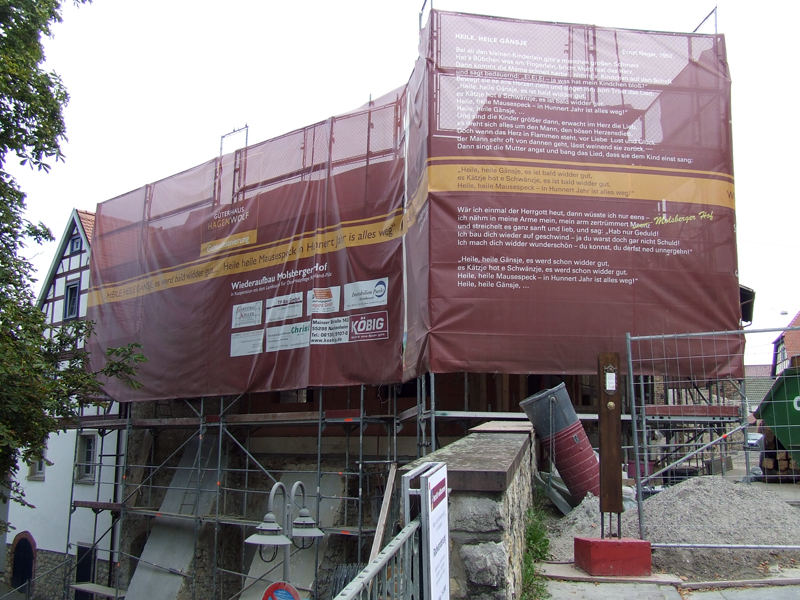
Gerüst mit dem Text
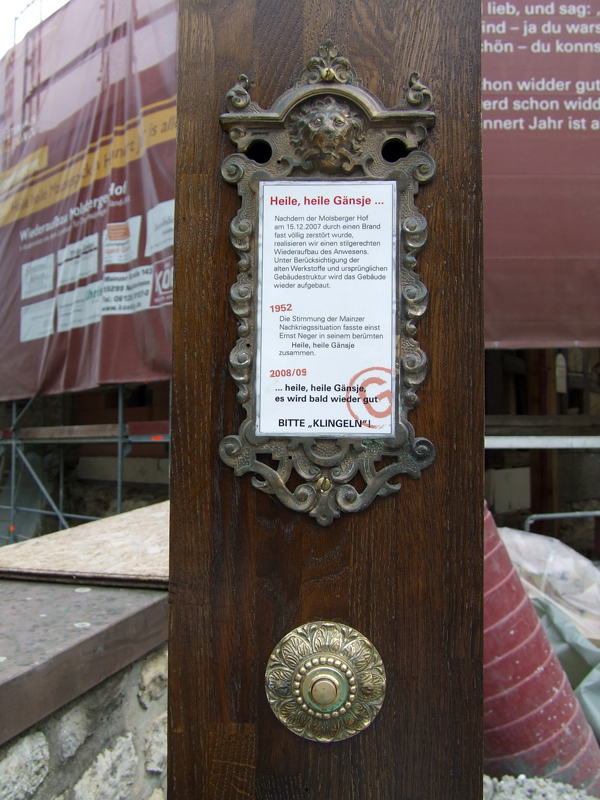
Klingel mit dem Lied

### 2009
2009 erschien zum 100. Geburtstag von Ernst Neger als Reminiszenz des auf Platz 1 gewählten Lieds „Heile Heile Gänsje“ passend eine Spieluhr mit Melodie in Form einer Stoff-Gans mit Narrenkappe und Pflaster am Flügel.

### 2020

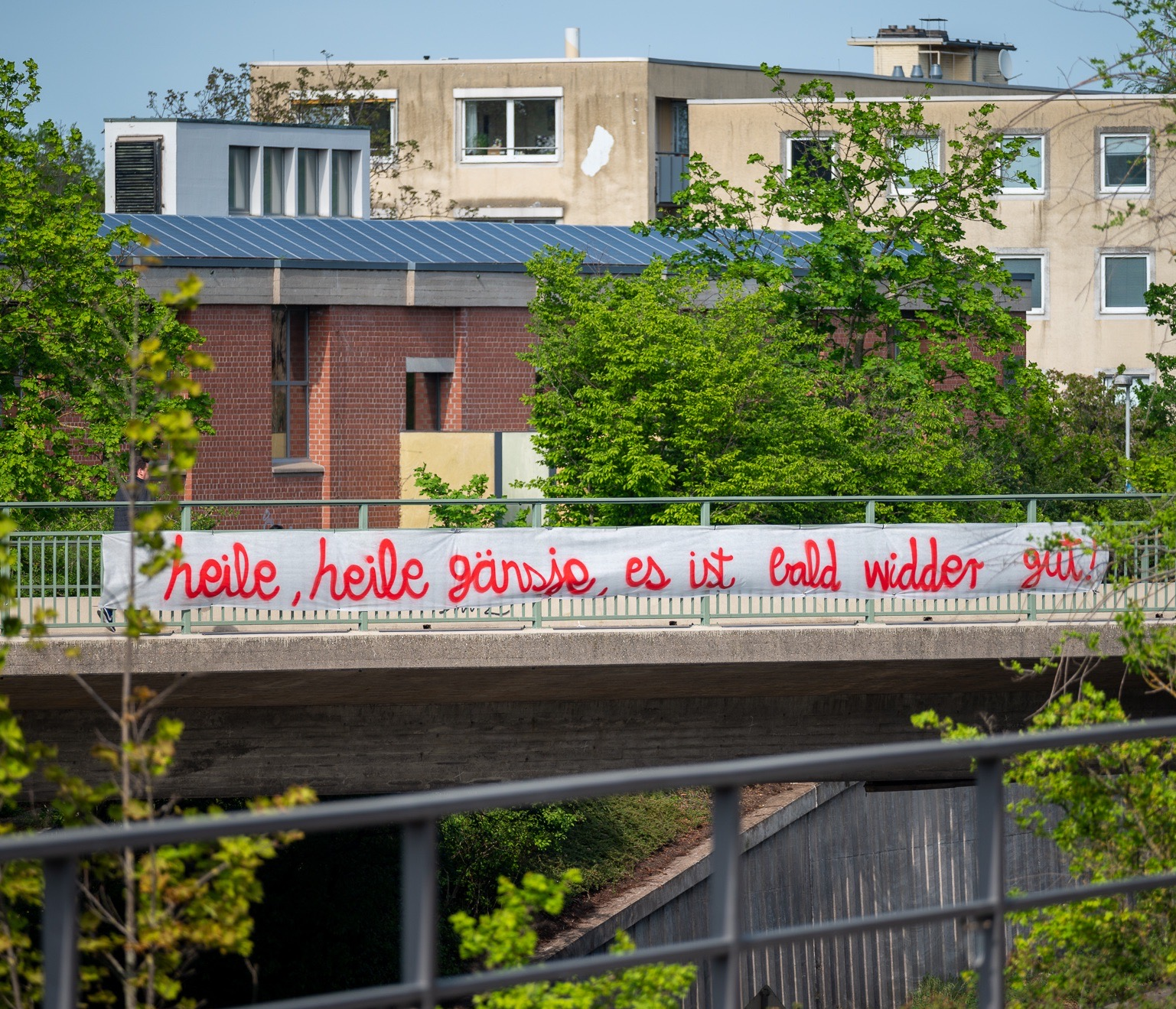
Transparent oberhalb der Saarstraße in Mainz, April 2020

Mitte April riefen Fans des 1. FSV Mainz 05 im Zuge der COVID-19-Pandemie eine Solidaritätsaktion ins Leben, bei der sie drei wohltätige Organisationen finanziell unterstützen wollten. Im Rahmen der Aktion wurden T-Shirts, Jutebeutel und Aufkleber mit dem Spruch „Heile Heile Gänsje, es is bald widder gut“ und einer Gans produziert und verkauft. Die Erlöse sollten zu 100 % an Armut und Gesundheit in Deutschland e.V., Kochen für Helden Mainz und Ärzte ohne Grenzen fließen. Zudem wurde am 11. April 2020 an der Brüstung des Staatstheaters Mainz ein Banner mit der Aufschrift „Heile Heile Gänsje, es ist bald widder gut“ angebracht, am 13. April 2020 folgten in der Stadt verteilt zahlreiche Plakate.
Die Fans wählten genau diesen Spruch, da die Liedzeile nahezu jedem Mainzer bekannt sei und diese den Einwohnern der Stadt Mut zusprechen solle. Da das Lied, die Fastnacht und der örtliche Fußballverein eng verknüpft seien, liege diese Adaption nahe.